# Lluís Pujol
Pour les articles homonymes, voir Pujol.
Lluís Pujol Codina, né le 25 mai 1947 à Castellbell i el Vilar (Catalogne, Espagne), est un footballeur espagnol reconverti en entraîneur.

## Biographie
Lluís Pujol commence à jouer avec le FC Barcelone en 1965. Il remporte la Coupe des villes de foires en 1966 et la Coupe d'Espagne en 1968.
Il joue la saison 1968-1969 avec le CE Sabadell. En 1969, il retourne au FC Barcelone. En 1971, il remporte une deuxième Coupe d'Espagne.
En 1973, Lluís Pujol est recruté par le CD Castellón. En 1974, il met un terme à sa carrière de joueur.
Par la suite, il entraîne le FC Barcelone B.

## Palmarès
Avec le FC Barcelone
- Vainqueur de la Coupe des villes de foires en 1966
- Vainqueur de la Coupe d'Espagne en 1968 et 1971